# André Rieu

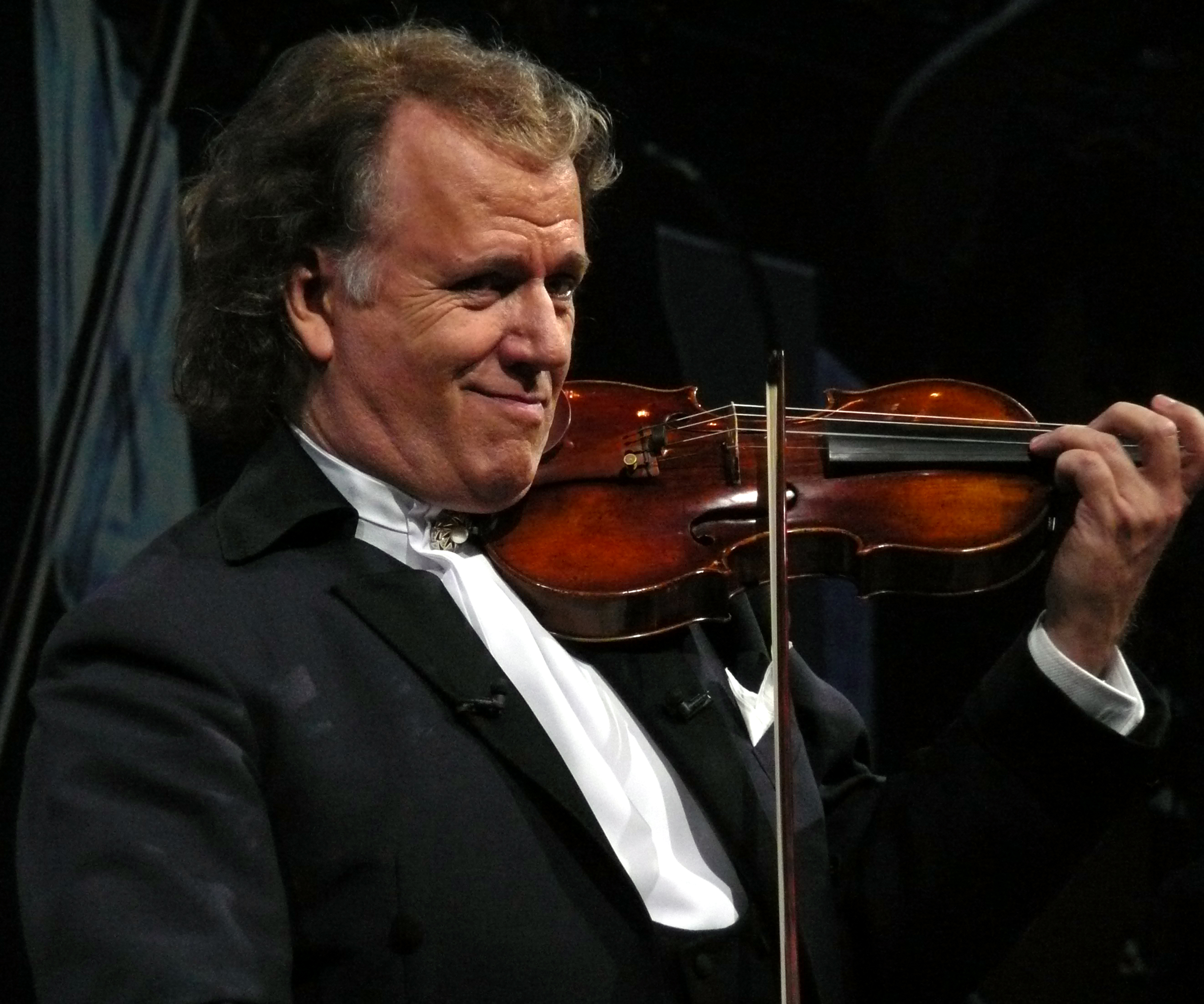
André Rieu

André Rieu (* 1. října 1949, Maastricht, Nizozemsko) je nizozemský houslista, skladatel, kapelník a hudební producent, který se specializuje na lehkou klasiku. Hraje především skladby Johanna Strausse i jeho otce.
Za svou práci získal tato ocenění: Knight of the Dutch Lion, Honorary Medal of the Province of Limburg, Chevalier de l'Ordre des Arts et des Lettres, Karlsmedaille für europäische Medien a Goldenes Ehrenzeichen für Verdienste um die Republik Österreich.

## Život
Jméno Rieu pochází od francouzských Hugenotů, jeho rodiče však byli katolíci. Rieuho otec dirigoval maastrichtský orchestr. André Rieu začal hrát na housle v mladém věku. Posléze si založil vlastní orchestr a na koncertě konaném 1. ledna 1988 s ním prvně vystoupil. Ansámbl má šedesát členů a na jeho repertoáru jsou skladby jak Johanna Strausse mladšího, tak například Andrewa Lloyda Webera. Roku 2013 uspořádal v Amsterdamu koncert pod širým nebem, jímž vzdal hold novému nizozemskému panovníkovi Vilému-Alexandrovi, pro nějž dále složil Korunovační valčík. Několikrát vystoupil rovněž v České republice, a sice v pražské O2 aréně.
André Rieu začal hrát na housle v pěti letech. Studiu houslí se věnoval na konzervatoři v Lutychu (Conservatoire Royal en Liège) a na konzervatoři v Maastrichtu (1968–1973). Jeho učiteli byli Jo Juda a Herman Krebbers. V letech 1974 až 1977 absolvoval Music Academy v Bruselu, kde studoval s André Gertlerem. Po studiích působil v orchestru Maastricht Salon Orchestra, který měl jen několik málo členů.
Poté v roce 1987 sestavil Johann Strauss Orchestra a založil tak svoji vlastní produkční společnost. Začínal s 12 členy (první koncert 1. ledna 1988). Později se rozrostl na 50 hudebníků z celého světa (více než 10 národností). Koncertoval nejprve v Evropě, ale zanedlouho i v dalších světadílech. André Rieu pravidelně se svou show navštěvuje Asii, Austrálii, Jižní i Severní Ameriku, Jižní Afriku a samozřejmě Evropu.
André Rieu hraje na housle, které sestavil Stradivari. Nejprve na housle z roku 1667 a nyní hraje na poslední housle, které Stradivari vyrobil v roce 1732.
Mluví šesti jazyky: nizozemsky, italsky, německy, francouzsky, anglicky a španělsky.

## Umístění v hitparádách
| Rok  | Název                                    | Žebříček     | Žebříček    | Druhy                            |
| Rok  | Název                                    | DE           | UK          | Druhy                            |
| ---- | ---------------------------------------- | ------------ | ----------- | -------------------------------- |
| 1995 | Strauss & Co.                            | 4 (104 týd.) | −           | také jako VHS                    |
| 1996 | Wiener Melange                           | 19 (70 týd.) | −           | také jako VHS                    |
| 1996 | Andre Rieu in Concert                    | 20 (66 týd.) | −           |                                  |
| 1996 | Weihnachtslieder                         | 98 (1 týd.)  | −           |                                  |
| 1997 | Strauss Gala                             | 63 (1 týd.)  | −           |                                  |
| 1997 | Mein Weihnachtstraum                     | 6 (12 týd.)  | −           | také jako DVD a VHS              |
| 1998 | Romantic Moments                         | 6 (38 týd.)  | −           | také jako DVD a VHS              |
| 1999 | 100 Jahre Strauss                        | 3 (30 týd.)  | −           | také jako DVD a VHS              |
| 1999 | Das Jahrtausendfest                      | 3 (31 týd.)  | −           | také jako VHS                    |
| 2000 | La vie est belle                         | 6 (24 týd.)  | −           | také jako DVD a VHS              |
| 2001 | Musik zum Träumen                        | 7 (17 týd.)  | −           | také jako DVD a VHS              |
| 2002 | Walzertraum                              | 8 (17 týd.)  | −           | také jako DVD a VHS              |
| 2003 | Romantic Paradise                        | 6 (19 týd.)  | −           | také jako limitovaná edice a DVD |
| 2004 | Der Fliegende Holländer                  | 17 (18 týd.) | −           | také jako DVD                    |
| 2005 | Aus meinem Herzen                        | 26 (17 týd.) | −           | také jako limitovaná edice a DVD |
| 2005 | Weihnachten rund um die Welt             | 20 (5 týd.)  | −           | také jako DVD                    |
| 2006 | Andre Rieu at Schönbrunn                 | 91 (1 týd.)  | −           | také jako Blu-ray a DVD          |
| 2006 | New York Memories                        | 13 (14 týd.) | −           | také jako DVD                    |
| 2007 | Andre Rieu Im Wunderland                 | 14 (12 týd.) | −           | také jako DVD                    |
| 2008 | Ich tanze mit dir in den Himmel hinein   | 50 (11 týd.) | −           | také jako DVD                    |
| 2009 | Ich hab mein Herz in Heidelberg verloren | 68 (6 týd.)  | −           | také jako DVD                    |
| 2009 | Forever Vienna                           | −            | 2 (25 týd.) |                                  |
| 2010 | Dreaming - Musik zum Träumen             | −            | 94 (1 týd.) |                                  |
| 2010 | Live in Concert                          | −            | 43 (2 týd.) |                                  |
| 2010 | Moonlight Serenade                       | −            | 4 (…)       |                                  |
| 2010 | Rosen aus dem Süden                      | 78 (5 týd.)  | −           |                                  |

## Diskografie

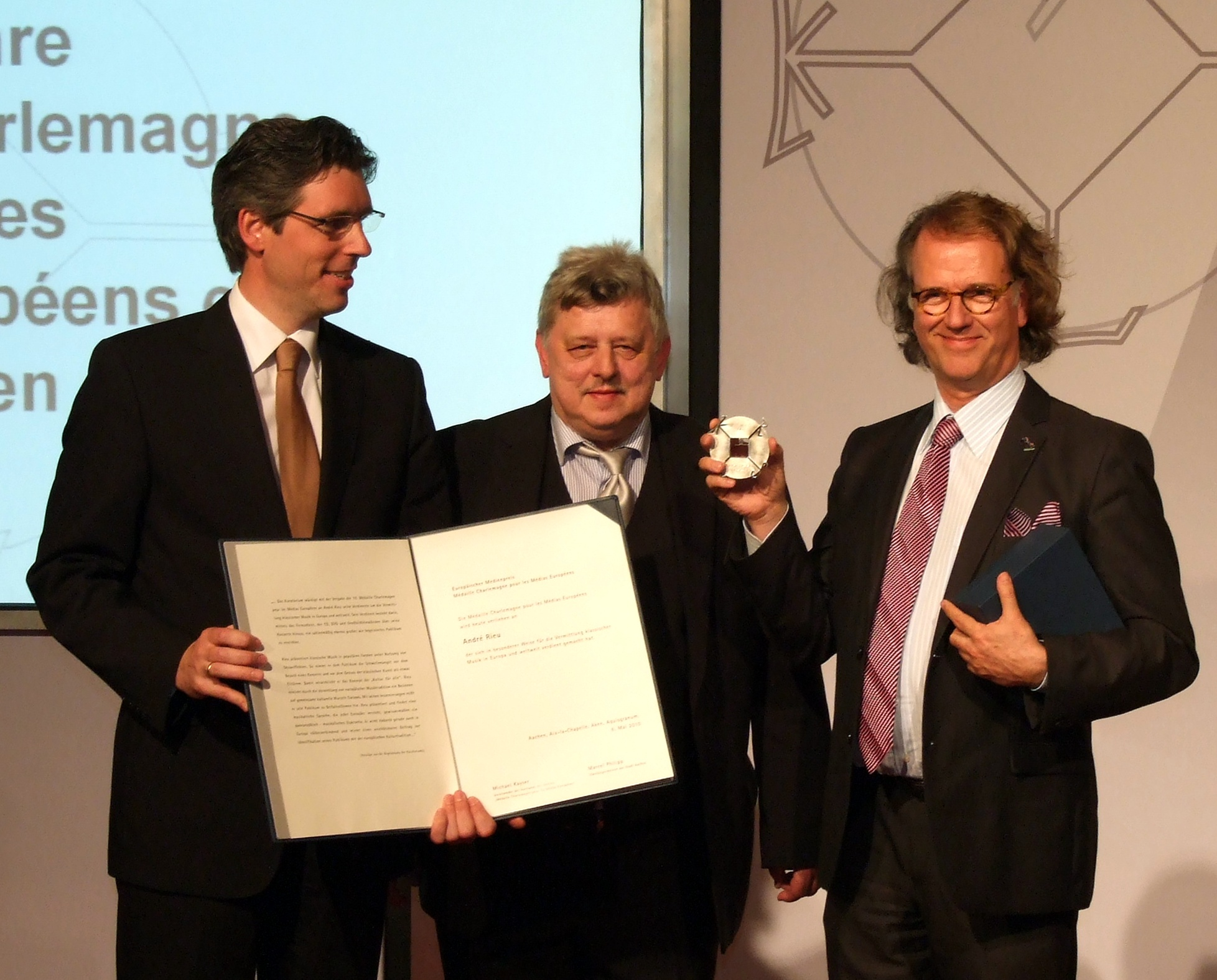
Rieu s Karlsmedaille 2010

### Alba
1. 1997: Gala Evening Vol.1
2. 1998: Gala Evening Vol.2
3. 1998: Doppel Gold Andre Rieu
4. 1998: Live Gala Evening
5. 1999: Andre Rieu Live
6. 1999: Gala Edition
7. 2001: Ein Himmel voller Geigen
8. 2001: Die Großen Live-Erfolge
9. 2002: Christmas Waltz
10. 2003: Andre Rieu - The Collectors Box
11. 2004: D'n Blauwen Aovond
12. 2004: Merry Christmas
13. 2005: Live
14. 2005: Vrijthofconcert
15. 2006: An der schönen Donau
16. 2008: 100 Greatest Moments
17. 2009: Christmas Classics
18. 2009: Walzer und Volkslieder
19. 2009: Live: Walzer, Volkslieder + Weihnachtszauber
20. 2009: Weihnachtszauberwelt

### Single
- 1997: The Second Waltz (Der Zweite Walzer)
- 2003: Please Don't Go

### DVD
- 2005: Andre Rieu: Golden Classics[11]
- 2005: Andre Rieu: World Tour Concert[11]
- 2006: At Schonbrunn Vienna
- 2007: Live at the Royal Albert Hall[10]
- 2007: Andre Rieu: The Best of Live[10]
- 2007: Andre Rieu: On His Way to New York[10]
- 2008: The Best of Live[10]
- 2008: Best Of[10]
- 2008: Live in Maastricht II[12]
- 2009: Live in Maastricht III[12]
- 2009: Live in Heidelberg (Ich hab' mein Herz in Heidelberg verloren).
- 2010: Live in Maastricht IV (A Midsummer Night's Dream)
- 2013: Live in Brazil

## Ocenění
- Goldene Stimmgabel 1998, 2003, 2005
- Ordre des Arts et des Lettres 2009
- Karlsmedaille für europäische Medien 2010
- Goldenes Ehrenzeichen für Verdienste um die Republik Österreich 2011